# Sansare
Sansare è un comune del Guatemala facente parte del dipartimento di El Progreso.
Alla creazione del dipartimento di Zacapa nel 1871, il comune di Sansare fu citato come facente parte del dipartimento di Guatemala. Il 24 novembre 1872 venne invece creato il dipartimento di Jalapa ed il comune ne entrò a far parte. Infine, il comune entrò a far parte del dipartimento di El Progreso con decreto del 13 aprile 1908.